# Карнавалът
„Карнавалът“ е български игрален филм (комедия, фантастика) от 1989 година на режисьора Иванка Гръбчева, по сценарий на Георги Данаилов. Оператор е Христо Тотев. Създаден е по мотиви от романа „Парадоксът на огледалото“ на Любен Дилов. Музиката във филма е композирана от Георги Генков.

## Актьорски състав
- Георги Калоянчев – Завеждащ карнавала
- Боряна Пунчева – Секретарката на шефа на карнавала – Розалия
- Стойчо Мазгалов – Отговорник по сигурността
- Георги Мамалев – Осведомителят
- Стефан Данаилов – журналистът Константин Константинов
- Стефан Мавродиев – Серафимов
- Надя Тодорова – Отговорник по настаняването
- Кирил Господинов – Отговорник по здравеопазването
- Калин Арсов – Отговорник по електроснабдяването
- Светослав Карабойков – Отговорник по чистотата
- Христо Кънчев – Отговорник по традициите
- Васил Цонев – Отговорник по пропагандата
- Антон Карастоянов – Отговорник по икономиката
- Живко Гарванов – Отговорник по културата
- Рангел Вълчанов – Режисьорът
- Никола Рударов – Отговорник по водоснабдяването
- Андрей Слабаков – Пришелецът
- Петър Слабаков – Джебчиев
- Пепа Николова – Сервитьорката
- Стойне Павлин – Отговорник по продоволствието
- Антон Радичев – Агент #1
- Цветан Ватев – Агент #2
- Иван Янчев – Възрастен учен
- Дарина Павлова (като Дарина Георгиева)
- Анани Явашев – съпругът на Розалия